# Фігурне катання на літніх Олімпійських іграх 1908
Уперше фігурне катання ввійшло в програму на літніх Олімпійських іграх 1908 у Лондоні (за 16 років до проведення зимових Олімпійських ігор в Шамоні). Змагання проходили у Prince's Skating Club у районі Найтсбридж, у Лондоні (англ. Knightsbridge). Змагання проходили 28 та 29 жовтня 1908 року в чотирьох дисциплінах: у чоловічому та жіночому одиночному катанні, у спеціальних фігурах і в парному катанні. Це був перший зимовий вид спорту на Олімпійських іграх.

## Календар
| • | Основна програма | • | Фінальні змагання |

| жовтень                     | 28 Ср | 29 Чт |
| --------------------------- | ----- | ----- |
| чоловіче одиночне катання   | •     | •     |
| чоловіки, спеціальні фігури |       | •     |
| жіноче одиночне катання     | •     | •     |
| парне катання               |       | •     |

## Список учасників
У змаганні брало участь 21 фігурист (14 чоловіків та 7 жінок) зі 6 країн (6/3).
Для перегляду списку фігуристів відповідної країни необхідно натиснути на зелену стрілку.
| ПІБ             | Вік | Стать   |
| --------------- | --- | ------- |
| Гораціо Торроме | ~47 | чоловік |

| ПІБ             | Вік | Стать   |
| --------------- | --- | ------- |
| Анна Гюблер     | 23  | жінка   |
| Генріх Бургер   | 26  | чоловік |
| Ельза Рендшмідт | 22  | жінка   |

| ПІБ                 | Вік | Стать   |
| ------------------- | --- | ------- |
| Альберт Марч        | ?   | чоловік |
| Артур Каммінг       | 18  | чоловік |
| Гвендолін Лісетт    | ?   | жінка   |
| Герберт Іглезіс     | 22  | чоловік |
| Джеймс Г. Джонсон   | 22  | чоловік |
| Джеффрі Голл-Сей    | 44  | чоловік |
| Дороті Ґрінгоу-Сміт | 25  | жінка   |
| Ервард Сайерз       | 22  | чоловік |
| Кейллер Грейг       | 26  | чоловік |
| Мардж Сайерз        | 26  | жінка   |
| Філліс Джонсон      | 21  | жінка   |

| ПІБ          | Вік | Стать   |
| ------------ | --- | ------- |
| Микола Панін | 34  | чоловік |

| ПІБ               | Вік | Стать   |
| ----------------- | --- | ------- |
| Елна Монтгомері   | 22  | жінка   |
| Пер Турен         | 23  | чоловік |
| Річард Джоганссон | 25  | чоловік |
| Ульріх Сальхов    | 30  | чоловік |

| ПІБ           | Вік | Стать   |
| ------------- | --- | ------- |
| Ірвінг Броков | 38  | чоловік |

| ПІБ             | Вік | Стать   |
| --------------- | --- | ------- |
| Гораціо Торроме | ~47 | чоловік |

| ПІБ             | Вік | Стать   |
| --------------- | --- | ------- |
| Анна Гюблер     | 23  | жінка   |
| Генріх Бургер   | 26  | чоловік |
| Ельза Рендшмідт | 22  | жінка   |

| ПІБ                 | Вік | Стать   |
| ------------------- | --- | ------- |
| Альберт Марч        | ?   | чоловік |
| Артур Каммінг       | 18  | чоловік |
| Гвендолін Лісетт    | ?   | жінка   |
| Герберт Іглезіс     | 22  | чоловік |
| Джеймс Г. Джонсон   | 22  | чоловік |
| Джеффрі Голл-Сей    | 44  | чоловік |
| Дороті Ґрінгоу-Сміт | 25  | жінка   |
| Ервард Сайерз       | 22  | чоловік |
| Кейллер Грейг       | 26  | чоловік |
| Мардж Сайерз        | 26  | жінка   |
| Філліс Джонсон      | 21  | жінка   |

| ПІБ          | Вік | Стать   |
| ------------ | --- | ------- |
| Микола Панін | 34  | чоловік |

| ПІБ               | Вік | Стать   |
| ----------------- | --- | ------- |
| Елна Монтгомері   | 22  | жінка   |
| Пер Турен         | 23  | чоловік |
| Річард Джоганссон | 25  | чоловік |
| Ульріх Сальхов    | 30  | чоловік |

| ПІБ           | Вік | Стать   |
| ------------- | --- | ------- |
| Ірвінг Броков | 38  | чоловік |

## Медальний залік

### Таблиця
| Місце | Країна            | Золото | Срібло | Бронза | Загалом |
| ----- | ----------------- | ------ | ------ | ------ | ------- |
| 1     | Велика Британія   | 1      | 2      | 3      | 6       |
| 2     | Швеція            | 1      | 1      | 1      | 3       |
| 3     | Німеччина         | 1      | 1      | 0      | 2       |
| 4     | Російська Імперія | 1      | 0      | 0      | 1       |

### Медалісти
| Дисципліна                  | Золото                                  | Срібло                                               | Бронза                                         |
| --------------------------- | --------------------------------------- | ---------------------------------------------------- | ---------------------------------------------- |
| чоловіче одиночне катання   | Ульріх Сальхов · Швеція                 | Річард Джоганссон · Швеція                           | Пер Турен · Швеція                             |
| чоловіки, спеціальні фігури | Микола Панін · Російська Імперія        | Артур Каммінг · Велика Британія                      | Джеффрі Голл-Сей · Велика Британія             |
| жіноче одиночне катання     | Мардж Сайерз · Велика Британія          | Ельза Рендшмідт · Німеччина                          | Дороті Ґрінгоу-Сміт · Велика Британія          |
| парне катання               | Анна Гюблер · Генріх Бургер · Німеччина | Філліс Джонсон · Джеймс Г. Джонсон · Велика Британія | Мардж Сайерз · Ервард Сайерз · Велика Британія |